# Аллея «Солидарности»
Аллея «Солидарности» (пол. Aleja "Solidarności") — одна из главных улиц Варшавы, частично совпадающая с Трассой Восток-Запад.
По всей длине у улицы минимум две полосы, за исключением одного участка. Практически по всей длине проложены трамвайные пути.
Современное название улица получила в честь профсоюза «Солидарность»; так как название дано в честь организации, кавычки обязательны. Фактически улица состоит из ранее отдельных улиц, после войны объединённых и называвшихся совместно Swierczewski. На карте 1991 года указывал название «Солидарность» для участка в районе Пражского проспекта.
По улице ходят
- трамваи — 4, 20, 23, 24, 26, 27, 46.
- автобусы — 120, 135, 156, 160, 162, 171, 190, 360, 410, 422, 512, 520, 517, 527, 718, 738, 805, E-2, N02, N11, N13, N21, N42, N61, N63, N71.